# Geertruidenberg
Geertruidenberg  (a volte richiamato con l'antica dizione di Gertuydemberg) è una municipalità dei Paesi Bassi di 21 104 abitanti situata nella provincia del Brabante Settentrionale.
Il nome di Geertruidenberg deriva dal latino Mons Sanctae Gertrudis, come la città è stata nominata nel 1220 in onore della santa Gertrude di Nivelles che avrebbe fondato un convento su una collina dell'attuale territorio comunale.
Geertruidenberg si trova tra la foce del fiume Donge che sfocia nel Bergse Maas e l'innesto del canale Amertak nel punto in cui la stessa Bergse Maas diventa il fiume Amer.